# Кавальери, Диего
Дие́го Кавалье́ри (порт. Diego Cavalieri; род. 1 декабря 1982, Сан-Паулу) — бразильский футболист итальянского происхождения, вратарь.

## Биография
Кавальери дебютировал в составе «Палмейраса» 24 июня 2002 года в матче чемпионата Паулиста (4:0). В чемпионате Бразилии Диего провёл 33 игры за этот клуб и пропустил в них 47 мячей.
11 июля 2008 года он подписал контракт с «Ливерпулем» сроком на четыре года. Сумма отступных, которую мерсисайдский клуб заплатил «Палмейрасу», как предполагается, составила около трёх миллионов фунтов. Диего Кавальери стал третьим бразильцем после Фабио Аурелио и Лукаса Лейвы в истории «Ливерпуля». Позднее тем же летом в составе клуба появился ещё один его соотечественник, 18-летний нападающий Витор Флора.
12 июля Кавальери дебютировал в составе новой команды в матче против «Транмир Роверс». 31 июля было объявлено, что в сезоне 2008/09 Диего будет выступать под номером 1, под которым до 2007 года выступал Ежи Дудек.
18 августа 2010 года главный тренер «Ливерпуля» Рой Ходжсон сообщил, что Кавальери переходит в итальянский клуб «Чезена». 23 августа о трансфере было объявлено официально.
С 2011 по 2017 года Кавальери выступал за «Флуминенсе», выиграв с «трёхцветными» чемпионат штата Рио-де-Жанейро, Бразилии и Примеру-лигу. Также в этот период он выступал за сборную Бразилии, с которой в 2013 году выиграл Кубок конфедераций.
В 2019 году перешёл в «Ботафого».

## Достижения
- Чемпион штата Сан-Паулу (1): 2003
- Чемпион штата Рио-де-Жанейро (1): 2012
- Чемпион Бразилии (1): 2012
- Чемпион Бразилии в Серии B (1): 2008
- Победитель Примейры-лиги Бразилии (1): 2016
- Победитель Кубка конфедераций (1): 2013